# ON AND ON (福山雅治のアルバム)
『ON AND ON』（オン・アンド・オン）は、福山雅治が1994年6月9日にリリースした6枚目のオリジナルアルバムである。また、同アルバム1曲目に収録された楽曲である。

## 解説
- 2作連続のオリコンアルバムチャート1位を獲得。

## 収録曲
| 全作詞・作曲: 福山雅治、全編曲: 小原礼（特記以外）。 |                                                      |          |            |      |
| #                                                    | タイトル                                             | 作詞     | 作曲・編曲 | 時間 |
| 1.                                                   | 「ON AND ON」                                        | 福山雅治 | 福山雅治   | 4:29 |
| 2.                                                   | 「IT'S ONLY LOVE (ALBUM MIX)」(編曲: 斎藤誠)         | 福山雅治 | 福山雅治   | 4:33 |
| 3.                                                   | 「BLOOD」                                            | 福山雅治 | 福山雅治   | 5:00 |
| 4.                                                   | 「1985年 Factory Street 夏」(ホルン編曲: GREG ADAMS) | 福山雅治 | 福山雅治   | 3:41 |
| 5.                                                   | 「熱いくちづけ」                                     | 福山雅治 | 福山雅治   | 4:12 |
| 6.                                                   | 「雨を聴きながら」                                   | 福山雅治 | 福山雅治   | 4:07 |
| 7.                                                   | 「Dear」                                             | 福山雅治 | 福山雅治   | 4:09 |
| 8.                                                   | 「ダンスしないか」                                   | 福山雅治 | 福山雅治   | 3:30 |
| 9.                                                   | 「明日へのマーチ」                                   | 福山雅治 | 福山雅治   | 4:15 |
| 10.                                                  | 「GLOAMING WAY」(ホルン編曲: GREG ADAMS)             | 福山雅治 | 福山雅治   | 4:42 |
| 11.                                                  | 「ぼくの朝」(編曲: 斎藤誠)                           | 福山雅治 | 福山雅治   | 3:33 |
| 合計時間:                                            | 合計時間:                                            | 46:11    |            |      |

### 楽曲解説
1. ON AND ON
ダイドードリンコ「ダイドーブレンドコーヒー」CMソング。
25thシングル「はつ恋」のカップリングに井上鑑がアレンジしたバージョン「ON AND ON 09」が収録されている。
2011年末の大感謝祭において、大幅に歌詞が書き直され披露された。純粋なラブソングであったが、“上京”をテーマに据えた曲へとリノベーションされた。
2. IT'S ONLY LOVE (ALBUM MIX)
9thシングル「IT'S ONLY LOVE／SORRY BABY」の1曲目。リミックスされたアルバムバージョン。
3. BLOOD
ベストアルバム『MAGNUM COLLECTION 1999 "Dear"』にライブテイクが収録されている。
4. 1985年 Factory Street 夏
5. 熱いくちづけ
6. 雨を聴きながら
7. Dear
ライブ頻度が非常に高く、アルバム曲なのにもかかわらず多くのツアーやカウントダウンライブで1曲目やライブのラストを飾ることが多い。ライブアルバム『Fukuyama masaharu acoustic live best selection "Live Fukuyamania"』と、28thシングル「生きてる生きてく」にライブテイクが収録されている。
アルバム発売後に放映された、本人出演のパナソニックCDラジカセ「SPATIALIZER」CMソングに使われたほか、同じく本人が出演した2013年放映のアサヒビール『金のスーパードライ 歳暮編』でもCMソングとして使われた[1]。
8. ダンスしないか
毎日放送『テレビのツボ』オープニングテーマ曲。
9. 明日へのマーチ
ライブアルバム『Fukuyama masaharu acoustic live best selection "Live Fukuyamania"』にライブテイクが収録されている。
10. GLOAMING WAY
ロサンゼルスで制作、レコーディングされた曲。“GLOAMING WAY”とは、ロサンゼルスの宿泊所からレコーディングスタジオへ行く途中にあった道の名前だという。
11. ぼくの朝

## 参加ミュージシャン
- 福山雅治：ボーカル・エレキギター・作詞・作曲
- 山木秀夫：ドラム
- 河村"カースケ"智康：ドラム
- 小原礼：ベース・コーラス・編曲
- 美久月千晴：ベース
- バズ・フェイトン：ギター
- 小倉博和：エレキギター
- 斎藤誠：エレキギター・アコースティックギター・コーラス・編曲
- マイケル・トンプソン：エレキギター・アコースティックギター
- JAI WINDING：キーボード
- 重実徹：キーボード・アコーディオン
- ランディ・ウォールドマン：シンセサイザー
- レニー・カストロ：パーカッション
- 成田昭彦：パーカッション
- 松武秀樹：プログラミング